# Vallée de Mai
Reserva Natural de la Vallée de Mai és un parc natural a l'illa de Praslin, a les illes Seychelles, està inscrit a la llista del Patrimoni de la Humanitat de la UNESCO des del 1983.
Consisteix en uns boscos de palma en bon estat de conservació,amb espècies emblemàtiques i endèmiques com el Coco de mar, així com altres cinc palmeres també endèmiques.